# 예브게니 딘킨
예브게니 보리소비치 딘킨(러시아어: Евге́ний Бори́сович Ды́нкин, 영어: Eugene Borisovich Dynkin 유진 보리소비치 딩킨[*], 1924년 ~ )는 러시아 태생 미국 수학자다. 확률론과 대수학에 기여하였다.

## 생애
1924년에 상트페테르부르크(당시 레닌그라드)에서 유대인 가족에게 태어났다. 1934년에 딘킨의 가족은 카자흐스탄으로 유배당했고, 1936년에 딘킨의 아버지는 체포되어 굴라크로 끌려갔다.
1940년에 16세의 나이로 모스크바 대학교에 입학하였다. 제2차 세계 대전 동안 나쁜 시력으로 인해 병역을 면제받았다. 1945년에 학사 학위를, 1948년에 박사 학위를 수여받았고, 모스크바 대학교 조교수로 임명되었다. 유대인일 뿐만 아니라 아버지가 정치적으로 불명예스러웠으므로 교직을 얻기가 어려웠는데, 지도 교수인 안드레이 콜모고로프의 배려 덕택에 가능했다고 한다.
1968년에 모스크바에 있는 중앙 경제 수학 연구소(러시아어: Центральный экономико-математический институт)로 강제 이전하였다.
1976년에 미국으로 이민하였다. 1977년에 코넬 대학교에 교수직을 얻었다.

## 같이 보기
- 콕서터 다이어그램
- Λ계

## 참고 문헌
1. ↑  Vvedenskaya, N. D.; R. L. Dobrushin, A. L. Onishchik, V. A. Uspenskiĭ (1994). “Evgeniĭ Borisovich Dynkin (on the occasion of his seventieth birthday).”. 《Russian Math. Surveys》 49 (4): 183–191. MR 1309461.

- “Eugene B. (Evgenii Borisovitsh) Dynkin”. 《수학 계보 프로젝트》 (영어). 미국 수학회.
- O’Connor, John J.; Robertson, Edmund F. “Eugene Borisovich Dynkin”. 《MacTutor History of Mathematics Archive》 (영어). 세인트앤드루스 대학교.
- 개인 홈페이지
- “The Eugene B. Dynkin Collection of Mathematics Interviews”. 코넬 대학교.